# Maharash de Kapurthala
El majarash de Kapurthala es el título que ostentaba el jefe del antiguo principado del mismo nombre durante varios periodos desde el 1772 (incluyendo la India Británica) hasta la actualidad. El majarás actual (simbólico, pero sin poder totalitario), así como los antepasados, pertenecen a la dinastía Ahluwalia.

Bandera del Estado de Kapurthala.

## Genealogía de los diferentes majarash y sus respectivas familias
Nota: Los majarás son siempre los varones primogénitos de la primera esposa. A continuación se disponen al final de todos los hijos que le corresponden a cada majarás para facilitar la progresión. En muchos casos, no se tiene constancia ni del nombre de las esposas ni el de las hijas de algunos varones de la familia.
Dewa Singh (casado).
- Badar Singh (casado).
  - Sardar Jassa Singh (1.º majarás reinante: reinó del 1772 al 1783).
    - Hija casada con Mohan Singh de Fattehabad
    - Hija casada con Mirar Singh de Tungwala
- Sardar Singh (casado).
  - Lal Singh (casado).
    - Mihr Singh

  - Manna Singh
- Gurbaksh Singh (casado).
  - Kirpal Singh (casado).
    - Ladha Singh (casado).
      - Sardar Bagh Singh (2.º majarás reinante: reinó del 1783 al 1801).
        - Hija casada con Ratan Singh de Behra
        - Sardar Fateh Singh (3.º majarás reinante: reinó del 1801 al 1837).
          - Kanwar Amar Singh
          - Raja Nihal Singh (4.º majarás reinante: reinó del 1837 al 1852).
            - Kanwar Bikram Singh Bahadur
              - Kanwar Pratap Singh Bahadur
                - Kanwar Jasjit Singh
                  - Kanwar Prithvijit Singh
                    - Kanwar Shri Vishvjit Prithvijit Singh

                  - Kanwar Manjit Singh
                    - Kanwar Chandrajit Singh
                    - Kanwar Aniljit Singh
                      - Kanwar Amarjit Singh

                  - Kanwar Ranjit Singh
                    - Kanwar Shri Vishvjit Prithvijit Singh

                  - Kumari Uma Devi
                    - Jitendra Daulat Singh
                    - Surendra Daulat Singh
                    - Vijayendra Daulat Singh
                    - Chandrika Devi

                - Kanwar Madanjit Singh

              - Raja Sir Daljit Singh
                - Rajkumar Atamjit Singh
                  - Kanwar Satyajit Singh
                    - Kanwar Mukuljit Singh
                      - Samarjit Singh

                    - Kumari Bani Kaur
                      - Anahita Kaur Ahuja
                      - Anandita Kaur Ahuja

                - Raja Padamjit Singh
                  - Rajkumari Lalita Kumari
                    - Kumari Ilka Nandini
                    - Kumari Shailaja Nandini

                  - Rajkumari Anita Singh
                    - Kumari Haripriya
                      - Gopal Singh
                      - Anant Singh
                      - Varad Singh

                  - Rajkumari Rama Singh
                    - Ambuj Puri

                - Hija Mayor casada con Sardar Amar Singh de Patiala
                  - 4 Hijas

                - Hija Menor casada con Sardar Devinder Singh de Gurdasar
                  - Sardar Brijnandan Singh
                  - Sardar Prithinandan Singh
                  - Bibi Sukhnandan Kaur
                    - 3 Hijos + 1 Hija

            - Kanwar Suchet Singh
              - Raja Sardar Charanjit Singh
                - Rajkumar Ajit Singh
                - Rajkumar Sarabjit Singh
                  - Kumari Devika Sarabjit Singh
                    - Dinesh Dhamija
                      - Biren Dhamija
                      - Darun Dhamija

                    - Sumant Dhamija
                      - Ritika Aiysha Dhamija
                      - Udai Dhamija

                - Rajkumar Ripjit Singh
                  - Kumari Nilika Ripjitsingh
                  - Kanwar Karanjit Singh
                  - Kumari Reena Ripjitsingh
                  - Kanwar Ratanjit Singh
                    - Hijo casado con la hija de Kanwar Akshob Singh de Kashipur

            - Raja-i-Rajgan Raja Sir Randhir Singh Bahadur (5.º majarás reinante: reinó del 1852 al 1870).
              - Raja Sir Harnam Singh casado con Rani Sahiba
                - Raja Sir Majarash Singh casado con Rani Gunwati Maya Das
                  - Raja Ranbir Singh casado con Catherine Till
                    - Raja Jai Singh
                    - Rajkumar Pratap Singh
                      - 1 Hijo + 1 Hija

                    - Rajkumari Xenia Ranbirsingh prometida con Thomas Philip Watson

                  - Rajkumari Prem Kaur casada y con descendencia
                    - Arun Seth
                    - Arati Seth

                  - Rajkumar Mahindar Singh casada y con descendencia
                    - Kumari Nihar Kaur (Nihar Das) casada con Proshant Das
                      - Siddhant Das
                      - Vikrant Das

                - Rajkumar Jasbir Singh (casado).
                  - Kunwar Arjan Singh

                - Rajkumar Raghbir Singh
                - Rajkumari Bibiji Amrit Kaur

              - Hija nacida en 1850
              - Hijo nacido de su segunda mujer, muerto a los 2 meses.
              - Raja-i-Rajgan Kharak Singh (6.º majarás reinante: reinó del 1870 al 1877).
                - Farzand i-Dilband Rasikhul-Itiqad Daulat-i-Inglishia Raja-i-Rajgan Majarash Sir Jagatjit Singh (7.º majarás reinante: reinó del 1877 al 1949).
                  - Majarash Kumar Mahijit Singh (hijo de Maharaní Harbans Kaur Sahiba, 1.ª esposa) casado con Majarash Kumari Anar Devi Sahiba de Chandpur del Kangra
                    - Rajkumari Usha Devi casada con Raja Harmahendra Singh de Dada-Siba y con descendencia

                  - Majarash Kumar Amarjit Singh (hijo de su 2.ª esposa, Maharaní Parvati Kaur Sahiba) casado con Rani Sonia
                  - Majarash Kumar Karamjit Singh (hijo de su 4.ª esposa, Rani Kanari Sahiba) casado con Majarash Kumari Sita Devi
                    - Rajkumar Shri Arun Singh casado con Shrimati Kunwarani Nina Singh
                      - Kumari Devaki Kaur casada con Marakand Paranjabe
                      - Kunwar Hanut Singh casado con una hija del Sr. y la Sra. Bhalla
                      - Kunwar Anirudh Singh

                    - Rajkumar Martand Singh

                  - Majarajkumar Ajit Singh (hijo de su 5.ª esposa, Rani Prem Kaur Sahiba, nacida Anita Delgado).
                  - Rani Amrit Kaur Sahiba (hija de su 4.ª esposa, Rani Kanari Sahiba) casada con el Raja Sir Joginder Sen Bahadur de Mandi y con descendencia
                  - También tuvo descendencia de su 6.ª esposa, Tara Devi (nacida Eugenia-Marie Grosupova).
                  - Majaraja Paramjit Singh (hijo de Maharaní Harbans Kaur Sahiba, 1.ª esposa) (8.º majarás: del 1949 al 1955) casado con la Maharaní Brinda Devi Sahiba de Jubbal, la Maharaní Tikka Rani Lilavati Devi Sahiba y la Maharaní Narinder Kaur Sahiba (nacida Stella Mudge).
                    - Majarajkumari Indira Devi (hija del Majarajá y Brinda Devi).
                    - Majarajkumari Sushila Devi (hija de Majarajá y Brinda Devi) casada con Raja Giriraj Saran Singh de Bharatpur y tuvo descendencia
                    - Majarajkumari Ourmilla Devi (hija del Majarajá y Brinda Devi) casada con Rajkumar Birendra Singh de Jubbal
                    - Majarajkumari Bibiji Ash Kaur Sahiba (hija del Majarajá y Tikka Rani Lilavati Devi) casada con Sr. Hari Singh Bhagat (divorcio).
                      - Prithvi Raj Singh Bhagat

                    - Majaraja Sri Sukhjit Singh Sahib Bahadur (9.º majarás: del 1955 hasta hoy en día) casado con la Maharaní Geeta Devi).
                      - Majarajkumari Gayatri casada con el Sr. Anand Bannerjee (divorcio).
                      - Majarajkumari Preeti Devi casada con el Sr. Gautam Thapar (divorcio) y casada de nuevo con el Sr. Tarun Kataria
                        - Shaira Thapar (hija de Gautam Tapar).

                      - Majarajkumari Amanjit Singh
                      - Tikka Raja Shatrujit Singh (majarás heredero) casado con Rajkumari Chandralekha Kumari (divorcio).
                        - Tikka Rajkumar Suryajit Singh (majarás heredero).

## Sardar Jassa Singh(1.ermajarás)
Nació el 3 de mayo de 1718 en Ahlu/Ahluwal (cerca de Lahore). Reinó entre el 1772 y el 1783. Fue Sultan-ulQaum, líder de Ahluwalia misl y de Dal Khalsa, el cual en 1758 proclamó la soberanía de los sijs en el Panyab. Se casó y tuvo descendientes que continuarían el linaje. Falleció el 20 de octubre de 1783 y fue incinerado en Burj Baba Atal Sahib.

## Sardar Bagh Singh(2.º majarás)
Nació en el 1748 y reinó entre el 1783 y el 1801, año en el que también falleció.

## Sardar Fateh Singh(3.ermajarás)
Sardar Fateh Singh reinó entre 1801 y 1837.
Nació en el 1784, y fue el sucesor del líder de los Ahluwalia en 1801, participó en casi todas las primeras campañas del Majaraja Ranjit Singh (1802/1803), Malva (1806/1808), Kangra (1809), Multan (1818), Kashmir (1819) y Mankera (1821). Luchó en la batalla de Haidru de 1813 y comandó las siguientes expediciones: Bhimbar, Rajauri y Bahawalpur. En 1806, Fateh Singh actuó cómo plenipotenciario del Majaraja Ranjit Singh y firmó el primer tratado Anglo-Sij con Lord Lake. Le fueron otorgados los distritos de Dakha, Kot, Jagraoh, Talvandi, Naraingarh y Raipur después de sus campañas en Malwa. También se casó y tuvo descendencia. Murió en octubre de 1837.

## Rajá Nihal Singh Sahib Bahadur (4.º majarás)
El Rajá Nihal Singh Sahib Bahadur que reinó entre 1837 y 1852, recibió las ciudades de Nur Majal y Kalal Majra, luchó en el bando de los sijs junto Baddoval y Alival y fue penalizado por los ingleses mediante la confiscación de los territorios del sur de Sutlej. Se casó y tuvo descendencia. Murió el 13 de septiembre de 1852.

## Raja-i-Rajgan Rajá Sir Randhir Singh Sahib Bahadur (5.º majarás)
S.A. Raja-i-Rajgan Rajá Sir Randhir Singh Sahib Bahadur nació en marzo de 1831 y reinó entre el 1852 y l 1870, perteneció a la Orden de la Estrella de la India. Murió el 2 de abril de 1870.
Se casó 3 veces:
1. Raní ... Kaur Sahiba que murió en 1853. Tuvieron descendencia.
2. Raní ... Kaur Sahiba con quien tuvo descendencia. Murió en 1857.
3. Henrietta Melvina (Lady Randhir Singh). Casados en Kapurthala en 1859 por el rito cristiano, y divorciados en 1869. Con descendencia.

## Raja-i-Rajgan Kharak Singh Sahib Bahadur (6.º majarás)
S.A. Raja-i-Rajgan Kharak Singh Sahib Bahadur nació en agosto de 1850 y reinó entre 1870 y 1877. Se casó con la Raní Anand Kaur Sahiba, fallecida en Kapurthala en 1897, y tuvo descendencia. Murió el 3 de septiembre de 1877 en Dharamsala.

## Raja-i-Rajgan Majarajá SirJagatjit SinghSahib Bahadur (7.º majarás)
Nació el 24 de noviembre de 1872 y falleció el 19 de junio de 1949.
Asumió todos sus poderes en noviembre de 1890, KCSI 1897, GCSI 1911, GCIE 1921, GBE 1927, Majarásh 1911, le fue otorgado un saludo de 13 cañonazos (personal 15 cañonazos), coronel honorario del 45 (Rattreys’ sijs) en la armada india, y pronto fue ascendido a brigadier 1943, le fue otorgada la Gran Cruz de la Legión de Honor de Francia en el 1924, el Gran Cordón de la Orden del Nilo de Egipto en 1924, la Gran Cruz de la Orden de Carlos III de España en 1928 y la Gran Cruz de las Órdenes de Chile, Perú y Marruecos, representante de la Liga de la Asamblea de Naciones en 1926, 1927 y 1929 y nombrado Up-Rajpramukh del PEPSU.
Tuvo 6 esposas:
1. S.A. Maharaní Harbans Kaur Sahiba, hija del Mian Ranjit Singh Guleria de Paprola, en el distrito del Kangra (1872-1941) (Boda: 16 de abril de 1886 en Paprola). Murió en Mussoorie en 1941.
2. Raní Parvati Kaur Sahiba (Dama Rajput del Kangra, hija del Sardar de Katoch, en el distrito del Kangra; fallecida en 1944 en Kapurthala. Boda: 1891 en Katoch).
3. Raní Lakshmi Kaur Sahiba (Dama Rajput de Bashahr; fallecida en 1959 en Kapurthala. Boda: en 1892).
4. Raní Kanari Sahiba (Hija del Dewan de Jubbal; fallecida circa 1910. Boda: en 1895).
5. Raní Prem Kaur Sahiba (Anita Delgado) (1890-1962) (Boda: 28 de enero de 1908 en París; Divorciados en 1925).
6. Raní Tara Devi Sahiba (Eugenia-Marie Grossupova). Actriz, hija de un conde checo y de Nina Marie Grossupova. Boda: 1942 en Kapurthala. (Murió suicidándose desde lo alto del Minarete Qutub en Delhi, en 1946.).

## Majarajá Paramjit Singh Sahib Bahadur (8.º majarás)
S.A. Majarajá Paramjit Singh Sahib Bahadur nació el 18 de mayo de 1892 y reinó entre el 1949 y el 1955. Fue educado en Harrow durante el periodo 1906/1907. Le fue concedido el título de Tikka Rajá por las autoridades británicas, Presidente del State Council, Colonel-in-Chief de la Infantería Paramjit. Tuvo descendencia y murió en 1955.
Se casó con:
1. S.A. Maharaní Brinda Devi de Jubbal nacida el 11 de enero de 1892 en Jubbal, autora de una autobiografía: "Majarani" con Elaine Williams, escrita en 1951 y reimpresa en 2001 con un nuevo título: "Majaraní - Las Memorias de una princesa rebelde". Fue una mujer viajera que conoció jefes de Estado y estrellas de Hollywood. Murió en mayo del 1962 en el Woodville Palace de Simla.
2. Tikka Raní Sahiba Lilawati Devi (Dama Rajput del distrito del Kangra). Matrimonio en 1932.  Murió a los 21 años.
3. Maharaní Narinder Kaur (nacida Stella Mudge aka Beady) que nació el 13 de octubre de 1904 en Carlton, Kent, y murió el 23 de febrero de 1984 en Delhi.

## Majarajá Sri Sukhjit Singh Sahib Bahadur (9.º majarás)
Nacido el 16 de octubre del 1934 en Kapurthala. Estudió en la Doon School, Dehradun, Uttaranchal y luego en la Academia Militar India (IMA) en Dehradun, en Uttaranchal y fue comisionado en 1954 como Segundo Comandante de la Armada India, rango de Brigadier en la Armada India y ganó el Maja Vir Chakra (MVC), el segundo premio más alto en la guerra indo-pakistaní de 1971. Se casó en el 1957 en Nueva Delhi con S.A. Maharaní Geeta Devi (nacida el 21 de marzo de 1936 e hija de Darbar Shri Ala Vajsur Khachar de Jasdan) con la que tiene 2 hijas y 2 hijos.